# Ad interim
Ad interim é uma expressão em Latim que significa "durante este tempo" ou "provisoriamente", o significado deriva da palavra "interinidade".
Um oficial diplomático que age no lugar de um embaixador é chamado de encarregado de negócios ad interim.

## Exemplos
Exemplos na literatura clássica: 
A abreviação a.i. é também usada em títulos de empregos, por exemplo: "Diretor de Operações, a.i." No mesmo exemplo de atribuição de cargos, pode-se dizer que Michel Temer, após o afastamento de Dilma Roussef em razão do processo de impeachment, foi ad interim o Presidente do Brasil, ou melhor, o presidente interino do Brasil durante aquele período.